# Liste der Kardinalpriester von San Crisogono
Folgende Kardinäle waren Kardinalpriester von San Crisogono (lat.Titulus Sancti Chrysogoni):
- Giovanni (ernannt 872)[1]
- Pietro (1044)[2]
- Friedrich von Lothringen OSB (1057), später Papst Stephan IX.
- Etienne (1057–1069)
- Pietro (1069–1092, Anhänger des Gegenpapstes Clemens III. seit 1084)
  - Cencius (erwähnt 1118 als Pseudokardinal kreiert von Gegenpapst Clemens III.)
- Bernardo degli Uberti OSB (1098–1106)
- Berardo de Marsi (1110)
- Gregor aus Lucca (1111?–1113), Verfasser des Polycarpus.
- Teodorich aus Hildesheim (1114–1115)
- Giovanni da Crema (1116–1134)[3]
- Bernardo (1136–1137)
- Guido aus Florenz (1140–1157)
- Bonadies (1158–1162)
  - Albert (Pseudokardinal, belegt 1163 bis 1173)
- Pietro da Pavia (1173–1179) OSB
- Stephen Langton (1206–1207)[4]
- Corrado Caraccioli (1404–1411)
- Pierre d’Ailly (1411–1420), Pseudokardinal von Gegenpapst Johannes XXIII.
- vakant (1417–1440)
- António Martins de Chaves (1440–1447)
- Antonio Cerdá y Lloscos (1448–1459)
- Jacopo Ammannati Piccolomini (1461–1477)
- Girolamo Basso della Rovere (1479–1492)
- Giovanni Battista Ferrari (1500–1502)
- Adriano Castellesi (1503–1518)
- Albrecht von Brandenburg (1518–1521)
- Erard de La Marck (1521–1538)
- Hieronymus Aleander (1538–1542)
- Pietro Bembo O.S.Io.Hieros. (1542–1544)
- Uberto Gambara (1544–1549)
- Jean du Bellay (1549–1550)
- Antoine Sanguin de Meudon (1550–1559)
- Cristoforo Madruzzo  (1560)
- Jean Bertrand (1560)
- Charles de Bourbon de Vendôme (1561–1590)
- Domenico Pinelli (1591–1602)
- Camillo Borghese (1602–1605), später Papst Paul V.
- Carlo Conti di Poli (1605)
- Scipione Borghese (1606–1629); in commendam (1629–1633)
- Pietro Maria Borghese (1633–1642)
- Fausto Poli (1643–1653)
- Lorenzo Imperiali (1654–1673)
- Giovanni Battista Spada (1673–1675)
- Carlo Pio di Savoia (1675–1681)
- Paluzzo Paluzzi Altieri degli Albertoni (1681–1684)
- Giulio Spinola (1684–1689)
- Fabrizio Spada (1689–1708)
- Filippo Antonio Gualterio (1708–1725)
- Prospero Marefoschi (1725)
- Giulio Alberoni (1728–1740)
- Sigismund von Kollonitz (1740–1751)
- Giovanni Giacomo Millo (1753–1757)
- Giovanni Battista Rotario da Pralormo (1758–1766)
- Filippo Maria Pirelli (1766–1771)
- vakant (1771–1775)
- Francesco Maria Banditi CR (1775–1796)
- vakant (1796–1853)
- Gioacchino Vincenzo Raffaele Luigi Pecci (1853–1878), danach Papst Leo XIII.
- Friedrich Egon von Fürstenberg (1880–1892)
- Philipp Krementz (1893–1899)
- Francesco di Paola Cassetta (1899–1905)
- Pietro Maffi (1907–1931)
- Theodor Innitzer (1933–1955)
- Antonio María Barbieri OFMCap (1958–1979)
- Bernard Yago (1983–1997)
- Paul Shan Kuo-hsi SJ (1998–2012)
- Andrew Kardinal Yeom Soo-jung (seit 2014)